# Dominique Blanchet
Dominique Marie Joseph Blanchet (ur. 15 lutego 1966 w Cholet) – francuski duchowny katolicki, biskup Belfort-Montbéliard w latach 2015–2021, biskup Créteil od 2021. 

## Życiorys
Po ukończeniu liceum w rodzinnym mieście rozpoczął studia w École centrale Paris i zdobył tytuł magistra, a następnie inżyniera matematyki. W 1992 wstąpił do seminarium w Angers.
Święcenia kapłańskie otrzymał 27 czerwca 1999 i został inkardynowany do diecezji Angers. Pracował głównie jako duszpasterz parafialny. W latach 2004–2010 był także delegatem biskupim ds. duszpasterstwa młodzieży, a od 2006 pełnił funkcję wikariusza generalnego.
21 maja 2015 papież Franciszek mianował go ordynariuszem diecezji Belfort-Montbéliard. Sakry udzielił mu 12 lipca 2015 metropolita Besançon - arcybiskup Jean-Luc Bouilleret. W latach 2019-2025 był wiceprzewodniczącym Konferencji Episkopatu Francji.
9 stycznia 2021 papież Franciszek przeniósł go na urząd ordynariusza diecezji Créteil. Ingres do katedry w Créteil odbył 28 lutego 2021.
W grudniu 2021 za zgodą rady ds. gospodarczych i kolegium konsultorów diecezji Créteil wystawił na sprzedaż biskupią rezydencję, by zdobyć środki na wypłatę odszkodowań dla ofiar księży pedofili we francuskim Kościele.
21 maja 2025 papież Leon XIV mianował go ordynariuszem prałatury terytorialnej Prałatury terytorialnej Mission de France. Ingres odbył 12 lipca 2025.